# 셀: 인류 최후의 날
《셀: 인류 최후의 날》(영어: Cell)은 미국에서 제작된 토드 윌리엄스 감독의 2016년 SF 공포 영화이다. 스티븐 킹의 2006년 동명 소설에 기반을 두고 있으며, 킹이 직접 각본도 담당하였다. 주연 존 큐색과 새뮤얼 L. 잭슨은 역시 킹의 소설이 원작인 2007년 영화 《1408》에도 함께 주연으로 출연한 바 있다. 이 영화는 2016년 6월 10일 주문형 비디오를 통해 첫 공개된 후 2016년 7월 8일 제한 상영으로 개봉되었다.
이 영화는 평단으로부터 대체로 부정 평가를 받았다.

## 줄거리
이동 통신망을 통해 정체불명의 전자 신호가 전 세계에 전파되면서 휴대 전화를 이용하던 사람들이 전부 이에 감염되어 입을 통해 신호를 내보내며 집단 의식을 공유하는 살인마로 변모한다.  

## 출연
- 존 큐색
- 새뮤얼 L. 잭슨
- 이저벨 퍼먼
- 오언 티그
- 스테이시 키치
- 조슈아 마이클
- 앤서니 레이놀즈
- 윌버 피츠제럴드
- 캐서린 다이어
- E. 로저 미첼
- 앨릭스 터아베스트
- 레이 허낸데즈
- 마이클 비즐리
- 그리핀 프리먼
- 로이드 코프먼

## 기타 제작진
- 미술: 존 콜린스
- 세트: 크리스틴 맥게리